# Dimorphos
(65803) Didymos I Dimorphos – księżyc planetoidy (65803) Didymos. Był on celem misji kosmicznej Double Asteroid Redirection Test (DART) agencji NASA i ma być obserwowany przez misję Hera Europejskiej Agencji Kosmicznej.

## Odkrycie

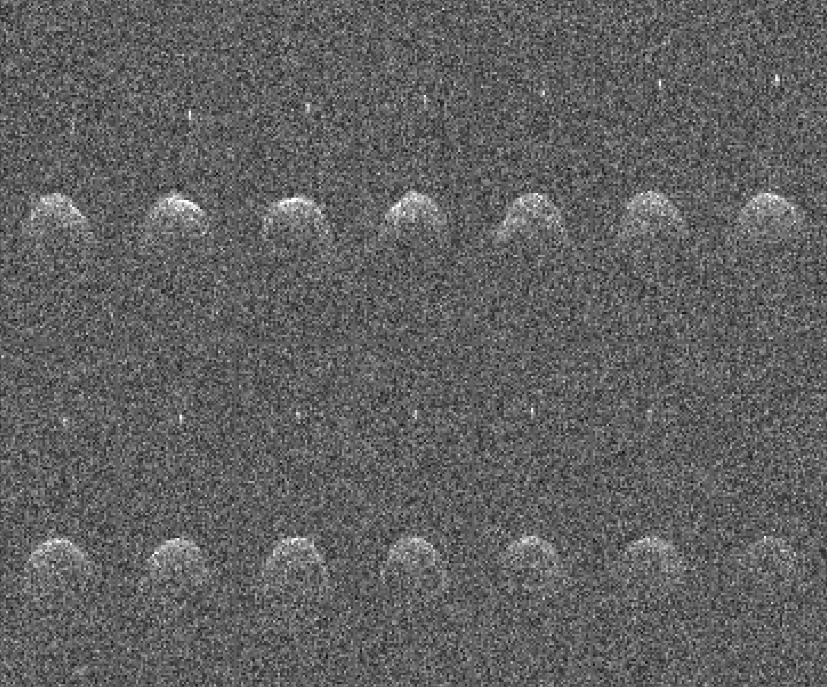
Sekwencja zdjęć radarowych Didymosa i jego księżyca

Na podstawie obserwacji zmian krzywej blasku oraz radarowych Didymosa odkryto podwójność tej planetoidy. Obserwacji dokonano w listopadzie 2003 roku w Obserwatorium Ondřejov, Steward Observatory, Rhode Island oraz Obserwatorium Arecibo w Portoryko.

## Nazwa
Oznaczenie prowizoryczne satelity to S/2003 (65803) 1. Obiekt był też określany jako Didymos B lub Didymoon (gra słów, połączenie nazw Didymos i moon – księżyc). W 2020 został on oficjalnie nazwany Dimorphos. Nazwa pochodzi z greki i oznacza „mający dwie formy”, co odnosi się do zmiany powierzchni i orbity, jaką ma wywołać ludzkie działanie – uderzenie sondy kosmicznej.

## Orbita
Pierwotnie obydwa składniki układu obiegały wspólny środek masy w czasie ok. 11 godzin i 55 minut. Półoś wielka orbity Dimorphosa była około 1,5 razy większa od średnicy Didymosa i miała długość ok. 1,2 km.
Według założeń misji DART, wskutek uderzenia sondy DART okres obiegu Dimorphosa miał zmaleć o co najmniej 73 sekundy, chociaż część naukowców oceniała, że zmiana może sięgnąć 10 minut. Po dwóch tygodniach analiz okazało się, że okres obiegu księżyca zmalał aż o 32 minuty, do 11 godzin i 23 minut; naukowcy uważają, że za efekt uderzenia został znacznie wzmocniony przez odrzut materii księżyca z miejsca uderzenia.

## Właściwości fizyczne
Dimorphos ma średnicę ok. 160 m. Ma owalny kształt i kamienistą powierzchnię; przewiduje się, że uderzenie sondy DART mogło pozostawić na niej krater o średnicy do 20 m.
Podejrzewa się, że księżyc mógł powstać poprzez oderwanie części materii szybko wirującej planetoidy.

## Misje kosmiczne
Pierwotnie NASA i Europejska Agencja Kosmiczna zamierzały wysłać do Didymosa i Dimorphosa równocześnie dwie sondy w ramach misji AIDA (ang. Asteroid Impact and Deflection Assessment). Zasadniczym celem misji był eksperyment mający na celu zmianę orbity księżyca planetoidy za pomocą impaktora kinetycznego, a oprócz tego badania obu ciał. Miały ją tworzyć amerykańska sonda DART (ang. Double Asteroid Redirection Test) i europejska AIM (Asteroid Impact Mission). ESA zmieniła plany i 7 października 2024 roku wysłała do tego układu osobną misję Hera.
Agencja NASA zbudowała i 24 listopada 2021 roku wystrzeliła sondę DART do układu Didymosa. Sonda była impaktorem, którego autonomiczna nawigacja pozwoliła nakierować ją na Dimorphosa i zderzyć się z nim w celu zmiany okresu obiegu księżyca. Kamera DRACO (Didymos Reconnaissance and Asteroid Camera for Optical navigation) będąca instrumentem badawczym tej sondy przekazała pierwsze szczegółowe obrazy obu planetoid. 27 września 2022 o 1:14 CEST sonda uderzyła w Dimorphosa. Zderzenie było rejestrowane przez obserwatoria naziemne i CubeSat o nazwie LICIACube, podróżujący razem z DART.
W 2026 misja Hera ma dotrzeć do układu Didymosa. Jej najważniejsze badania będą dotyczyły krateru powstałego na Dimorphosie i precyzyjnego wyznaczenia masy tego księżyca.